# (7993) 1982 UD2
(7993) 1982 UD2 là một tiểu hành tinh vành đai chính. Nó được phát hiện bởi Antonín Mrkos ở Đài thiên văn Kleť gần České Budějovice, Cộng hòa Séc, ngày 16 tháng 10 năm 1982.